# Hagen Melzer
Hagen Melzer, född den 16 juni 1959 i Bautzen, är en tysk före detta friidrottare som tävlade i hinderlöpning för Östtyskland under 1980-talet. 
Melzers främsta merit var silvermedaljen på 3 000 meter hinder från VM 1987 i Rom. Han blev där besegrad av Italiens Francesco Panetta. Året innan, vid EM i Stttgart 1986 i, blev det åter en kamp mellan Melzer och Panetta men denna gång var det Melzer som segrade.

## Personliga rekord
- 3 000 meter hinder - 8.10,32 från 1987